# NeverSeconds
NeverSeconds ist ein Blog, erstellt und geschrieben von der schottischen Schülerin Martha Payne. Darin teilt sie ihre Gedanken und Erfahrungen im Essen der Schulmenüs an ihrer Grundschule in Lochgilphead.

## Beschreibung
Gestartet am 30. April 2012 als ein schulisches Schreibprojekt mit Hilfe von Marthas Vater David, schreibt sie das Blog unter dem Pseudonym "VEG" (Veritas Ex Gustu – Wahrheit durch schmecken), mit dem Untertitel "One primary school pupil's daily dose of school dinners". Ähnlich einer Restaurantkritik, beinhalten die täglichen Einträge über das 2-Pfund Schulmenü, das Martha / "VEG" an diesem Schultag ausgewählt hat, ihre Gedanken über das Essen und seiner Qualität, die Anzahl der gezählten Haare darin, einer Gesundheitsbewertung, einem Bild, und einer Gesamtpunktanzahl basierend auf einem "Food-o-Meter", welches bis zu 10 Punkten reicht.
Der erste vollständige Eintrag der neunjährigen Martha am 8. Mai 2012 zeigt ein Bild von einem Stück Pizza, einer einzelnen Kartoffel-Krokette, neben etwas Zuckermais und einem Muffin als Dessert. Ihr dazu verfasster Kommentar war: „Ich bin ein wachsendes Kind, und ich muss mich den ganzen Nachmittag konzentrieren. Das schaffe ich nicht mit nur einer Krokette.“ und „Das Gute an meinem Blog ist, dass mein Dad jetzt versteht, warum ich oft ganz ausgehungert nach Hause komme.“
Das Blog machte lokale und nationale Schlagzeilen, nachdem es Hilfe und Unterstützung von Koch und Schulmenü-Kampagner Jamie Oliver bekam, der twitterte: „Schockierender aber inspirierender Blog, macht weiter so!“. Das Blog erreichte am 15. Juni 2012 bereits 3 Millionen Besucher. Martha begann auch damit, Bilder von Schulessen einzustellen, die ihr von Kindern in Deutschland, Japan, Spanien, Taiwan und den Vereinigten Staaten geschickt wurden. Der Bekanntheit folgte das Interesse der Medien, Martha wurde Gast der Sendung "You and Yours" des Radiosenders BBC Radio 4, und später sogar selbst zum Thema einer Ausgabe von "The Food Programme" auf BBC Radio 4. Nachdem sich NeverSeconds viral verbreitete, traf Martha's Vater den Schulrat, welcher bekannt gab, dass alle Schüler unbegrenzt Portionen von Früchten, Gemüse und Brot haben dürfen.
Angesichts der laufenden Einnahmen entschied sich Martha das Geld an die Hilfsorganisation Mary’s Meals zu spenden. Beginnend mit GBP 50 von einem Magazin, für die Veröffentlichungsrechte ihrer Fotos in einem Artikel, setzte Martha in ihrem 19. Blogeintrag ursprünglich ein Spendenziel von GBP 7.000 auf dem Spendenportal Just Giving. Bis Mitte Juni 2012 konnten so bereits GBP 90.000 an Spenden gesammelt werden, welche für den wohltätigen Zweck verwendet wurden, um eine neue Küche zu errichten, in der Lirangwe Grundschule mit 1.963 Schülern in Blantyre, Malawi.

## Kontroverse
Am 14. Juni wurde Martha aus dem Mathematikunterricht genommen, und zum Büro der Schulleiterin gebracht. Dort wurde ihr gesagt, sie könne nicht mehr länger Fotos von ihrem Essen innerhalb des Speisesaals machen. Diese Entscheidung kam von höherer Stelle und ging von der Verwaltungsbehörde in Argyll und Bute aus, welche alarmiert über die negative Presse war, und den Effekt den diese auf das Personal der Schulkantine hatte. Konkret gab es Besorgnis über einen Artikel in der Zeitung Daily Record, welche ein Foto von Martha zusammen mit Koch Nick Nairn beim Kochen zeigt, mit dem Titel „Zeit, die Kantinen-Köchinnen zu feuern“. Als Reaktion auf das Fotografierverbot schrieb Martha einen Eintrag betitelt mit "Goodbye", worin sie die Entscheidung der Verwaltungsbehörde bekannt gab, gefolgt von einem Kommentar ihres Vaters. Die Menschenrechtsgruppe Big Brother Watch nannte diesen Akt "an authoritarian infringement on her civil liberties". Am 15. Juni, nach einem Sturm von Protesten im Internet, veröffentlichte die Behörde eine Presseaussendung in der sie die Entscheidung zunächst verteidigte.
Dennoch, nach einer Intervention durch den lokalen SNP-Politiker, schottischen Parlamentsmitglied und Bildungssekretär Mike Russell, sagte das Ratsmitglied Roddy McCuish in BBC Radio 4's "World at One" schließlich: "There's no place for censorship in Argyll and Bute Council and there never has been and there never will be. I've just instructed senior officials to immediately withdraw the ban on pictures from the school dining hall. It's a good thing to do, to change your mind, and I've certainly done that."
Als Ergebnis der Kontroverse, stieg das Spendenaufkommen von Martha's Just Giving-Spendenaufruf auf mehr als 40.000 GBP während des Abends vom 15. Juni, und auf 65.000 GBP den Tag darauf. Im Juli war der Spendenstand bei 110.412 GBP. Im späten November 2012 über 123.000 GBP.

## Auszeichnungen
Martha Payne hat mehrere Preise erhalten als Ergebnis ihres Blogs:
- "Public Campaigner of the Year 2012" bei der Scottish Politician of the Year-Preisverleihung[6]
- "Human Rights Young Person of the Year" bei den 2012 Liberty Awards[7]
- "Best Food Blog" bei den OFM Awards 2012[8][9]
- "Young Fundraiser of the Year Finalist 2013" bei den JustGiving’s Awards 2013[10]
- "Lidl Young Fundraiser of the Year" bei den Pride of Britain Awards 2013[11]